# Corcelles-les-Monts
Corcelles-les-Monts ist eine französische Gemeinde mit 654 Einwohnern (Stand: 1. Januar 2022) im Département Côte-d’Or in der Region Bourgogne-Franche-Comté. Die Gemeinde gehört zum Arrondissement Dijon und zum Kanton Dijon-6 (bis 2015: Kanton Dijon-5).

## Geographie
Corcelles-les-Monts liegt etwa acht Kilometer westsüdwestlich vom Stadtzentrum Dijons und gehört zum Weinbaugebiet Bourgogne. Im Gemeindegebiet erhebt sich der Mont Afrique mit 600 Metern. Umgeben wird Corcelles-les-Monts von den Nachbargemeinden Plombières-lès-Dijon im Norden, Dijon im Nordosten, Chenôve im Osten, Marsannay-la-Côte im Süden und Südosten, Flavignerot im Süden und Südwesten sowie Velars-sur-Ouche im Westen.

## Bevölkerungsentwicklung
| Jahr                       | 1962 | 1968 | 1975 | 1982 | 1990 | 1999 | 2006 | 2012 | 2019 |
| Einwohner                  | 228  | 258  | 328  | 757  | 783  | 709  | 693  | 654  | 625  |
| Quellen: Cassini und INSEE |      |      |      |      |      |      |      |      |      |

## Sehenswürdigkeiten
- Kirche Saint-Pierre

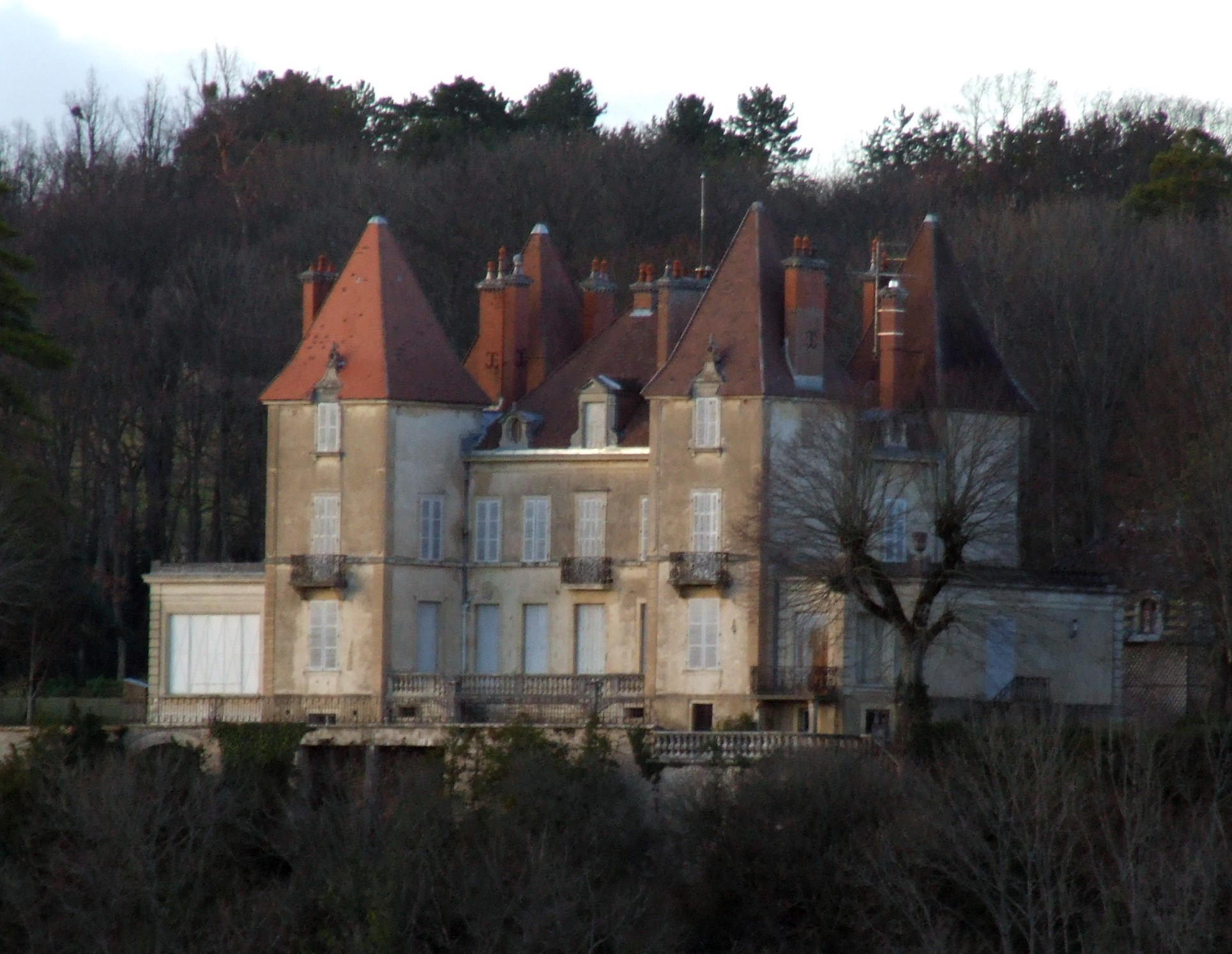
Schloss Gouville

- Schloss Gouville aus dem 18. Jahrhundert